# 埼玉県道313号北根菖蒲線

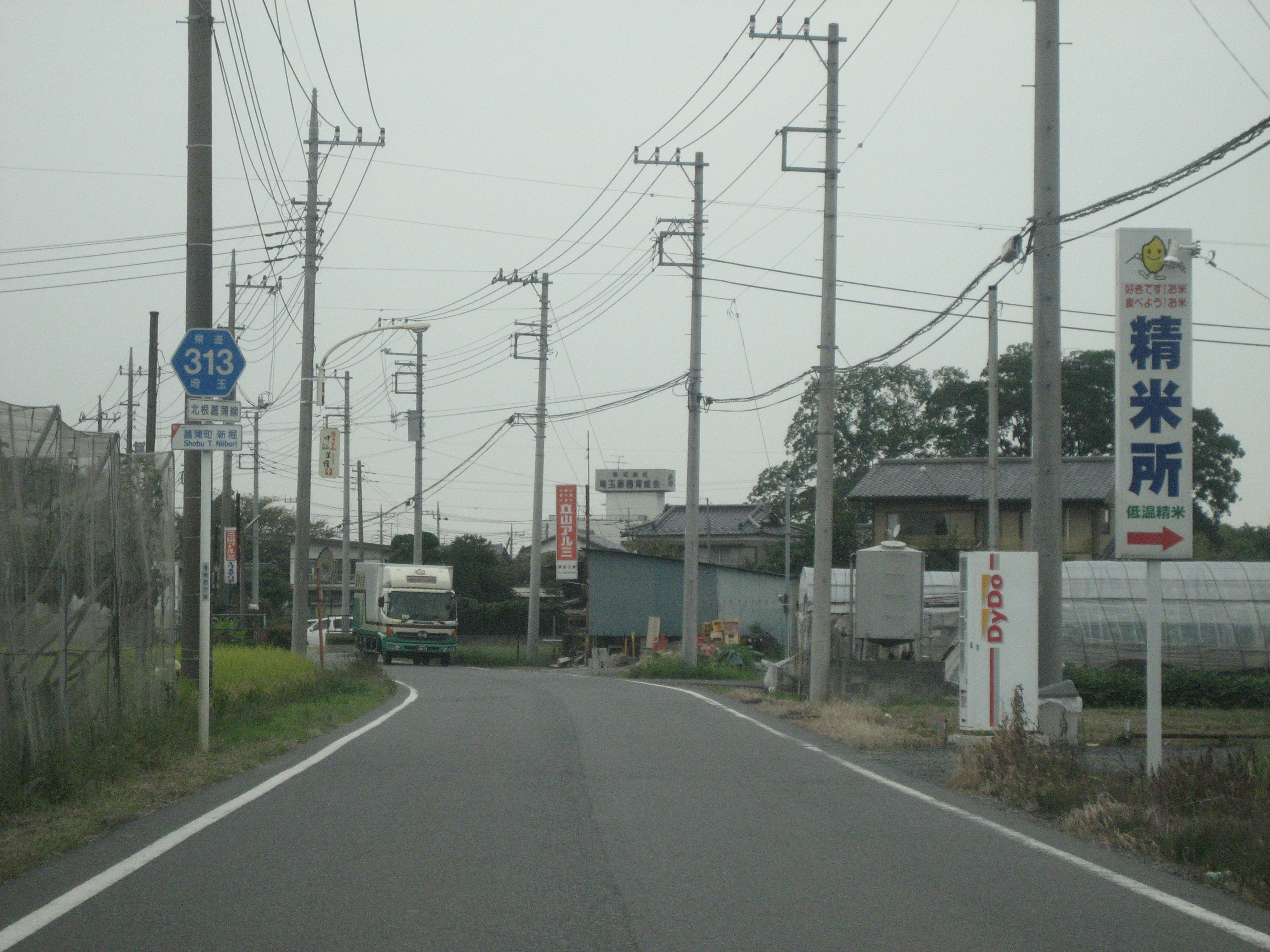
埼玉県久喜市新堀付近

埼玉県道313号北根菖蒲線（さいたまけんどう313ごう きたねしょうぶせん）は、埼玉県鴻巣市から久喜市に至る一般県道である。

## 概要
- 起点：埼玉県鴻巣市北根（埼玉県道32号鴻巣羽生線・埼玉県道148号騎西鴻巣線交点）
- 終点：埼玉県久喜市菖蒲町菖蒲（埼玉県道5号さいたま菖蒲線交点）

かつては、起点から北根交差点まで前述の県道と重複し、そこから境交差点までが指定されており、境交差点から境東交差点間が埼玉県道308号内田ヶ谷鴻巣線との重複区間を経て現道へ至る経路をとっており、名実ともに「北根菖蒲線」であった。

## 通過する自治体
- 埼玉県
  - 鴻巣市
  - 加須市
  - 久喜市

## 交差・接続する道路
- 埼玉県道32号鴻巣羽生線・埼玉県道148号騎西鴻巣線：鴻巣市北根 - 広田（広田交差点）
- 埼玉県道308号内田ヶ谷鴻巣線：鴻巣市上会下 - 境（境東交差点）
- 埼玉県道38号加須鴻巣線：加須市上種足（榎戸交差点）
- 埼玉県道12号川越栗橋線：久喜市菖蒲町菖蒲（菖蒲仲町交差点）
- 埼玉県道5号さいたま菖蒲線：久喜市菖蒲町菖蒲（仲横交差点）
- 埼玉県道5号さいたま菖蒲線（旧国道122号）：久喜市菖蒲町菖蒲（終点）

## 重複区間
- 埼玉県道32号鴻巣羽生線・埼玉県道148号騎西鴻巣線：起点 - 広田交差点
- 埼玉県道308号内田ヶ谷鴻巣線：上会下 - 境(東)交差点

## 周辺
- 鴻巣市川里郷土資料館
- 埼玉県央広域消防本部鴻巣消防署川里分署
- 環境科学国際センター
- 加須市立種足小学校
- 久喜市立菖蒲東小学校